# 穆罕默德·萨阿德·卡塔特尼
穆罕默德·萨阿德·卡塔特尼（阿拉伯语：محمد سعد توفيق الكتاتني，1952年4月3日—）曾任埃及自由与正义党的总书记，于2012年1月23日担任埃及人民议会议长。以前他是埃及穆斯林兄弟会组织——Guidance Bureau的高级成员。

## 教育
他生于1952年4月3日，1974年毕业于明亚大学科学院的植物学专业，同时也获得该校的文学士。1984年获得开罗大学公共卫生博士。

## 政治生涯
自2011年4月30日自由与正义党正式创建后，他就担任该党的总书记，并负责领导该党所参与的埃及人民议会选举工作。后来该党获得235席成为议会第一大党，在2012年1月23日的人民议会首次会议上，他被选举为议长。同年9月22日卸任。
2012年10月19日接替穆尔西当选为自由与正义党主席。

## 被逮捕
埃及军方发动军事政变后，他于2013年7月4日被军方逮捕，其资产于7月14日被冻结。2013年10月29日，由三名法官组成的审判庭在开罗对其审判。